# Philomedidae
Philomedidae é uma família de ostracodos pertencentes à ordem Myodocopida.

## Géneros
Géneros:
- Anarthron Kornicker, 1975
- Angulorostrum Kornicker, 1981
- Euphilomedes Kornicker, 1967